# La Palma (Balancán)
La Palma es una localidad del municipio de Balancán ubicado en la subregión de los Ríos del estado mexicano de Tabasco.

## Geografía
La localidad se ubica a 22.1 kilómetros (en dirección sur) de la localidad de Balancán de Domínguez, la cabecera y lugar más poblado del municipio. Se sitúa en las coordenadas geográficas 18°00′16″N 91°33′15″O / 18.004444, -91.554167, a una elevación de 20 metros sobre el nivel del mar.

## Demografía
Según el Conteo de Población y Vivienda 2020, efectuado por el Instituto Nacional de Estadística y Geografía, la localidad de La Palma tiene 60 habitantes, de los cuales 33 son del sexo masculino y 27 del sexo femenino. Su tasa de fecundidad es de 2.36 hijos por mujer y tiene 16 viviendas particulares habitadas.
| Gráfica de evolución demográfica de La Palma entre 2005 y 2020 |
|                                                                |
| INEGI.                                                         |